# هورای، آیچی
هورای، آیچی (به لاتین: Hōrai) یک منطقهٔ مسکونی در ژاپن است که در ناحیه چوبو واقع شده‌است. هورای ۱۳٬۵۶۵ نفر جمعیت دارد.